# Яніс Розенталс
Яніс Розенталс (латис. Janis Rozentāls; *18 березня 1866, повіт Салдус, Курляндська губернія — 26 грудня 1916, Гельсінкі) — відомий латвійський живописець.

## Життя
Розенталс народився у садибі Бебрі, прихід Салдус, Курляндської губернії в Російській імперії. Він був сином коваля. Початкову освіту він здобув у школі Х. Краузе в Салдусі і в районній школі Кулдіґа. У віці 15 років він відправився до Риги, де послідовно йшов до мети реалізації себе в мистецтві, для чого пізніше він вступив до Санкт-Петербурзької академії мистецтв. Впродовж канікул під час навчання, художник відвідував свої рідні місця, щоб відпочити від неспокійного ритму великого міста, малював мотиви природи та на замовлення писав портрети. Для дипломної роботи він обрав за моделі молодих освічених латвійців та місцевих селян.
Згодом художник вирішив поселитися у Салдусі, так як він хотів жити серед простих людей та творити мистецтво відповідно до своїх прагнень та відчуттів. Весною 1899 року Розенталс придбав будинок на вулиці Стріку та влаштував там студію, але його наміри не дуже добре сприймалися у провінційному містечку і через два роки він переїхав до Риги. Зараз у будинку, який розробив художник знаходиться меморіальний музей. Доленосний поворот у житті художника відбувся  Ризі в листопаді 1902 року, коли Яніс Розенталс познайомився з Еллі Форсселл (1871-1943), фінською співачкою. Вони одружилися 20 лютого 1903 року. Подружжя мешкало у квартирі студії на вулиця Альберта в Ризі. Вони мали трьох дітей - Лайлу, Ір'ю та Мікеліса.
Перша світова війна перервала сімейне життя у Ризі, і у 1915 році подружжя переїжджає до Фінляндії. Розенталс раптово помер 26 грудня 1916 року і був похований у Гельсінкі, хоча згодом і був перепохований на батьківщині. Сьогодні у Ризі знаходиться Вища художня школа Яніс Розенталса, яка носить його ім'я з 1946 року.

## Галерея

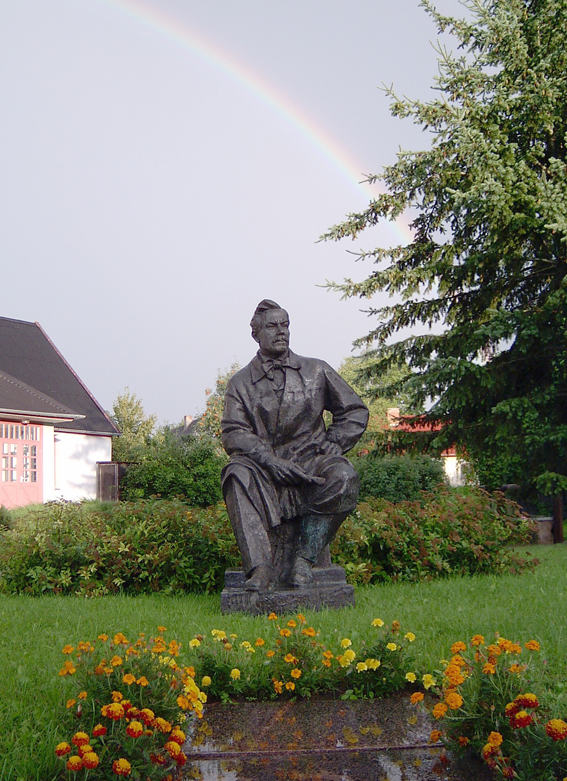
Пам'ятник Янісу Розенталсу в Салдусі
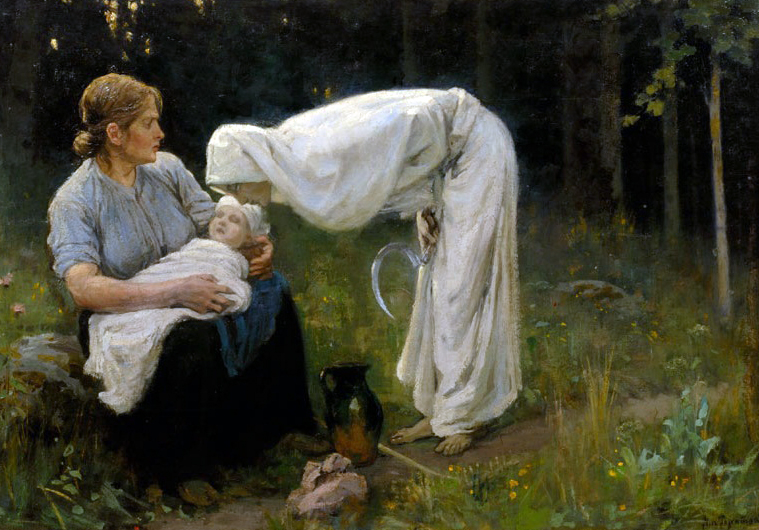
Nāve (Смерть) (1897)
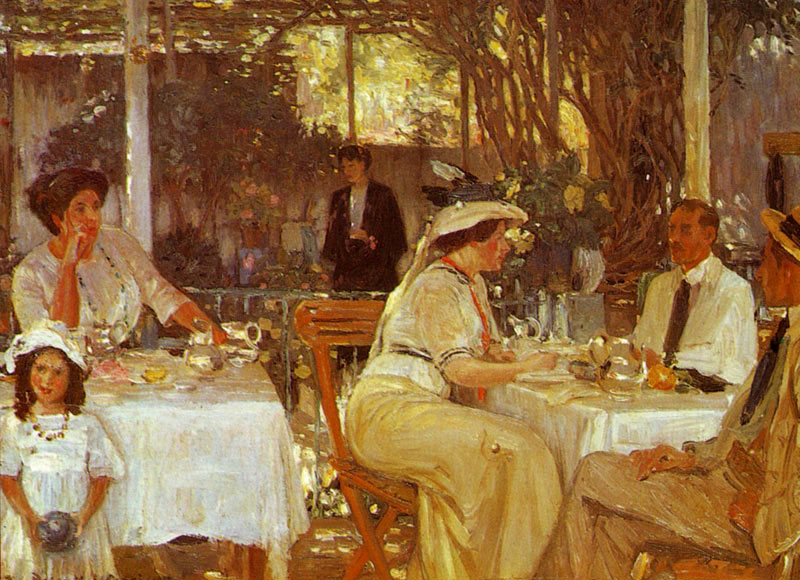
Ґанок у Капрі (1912)
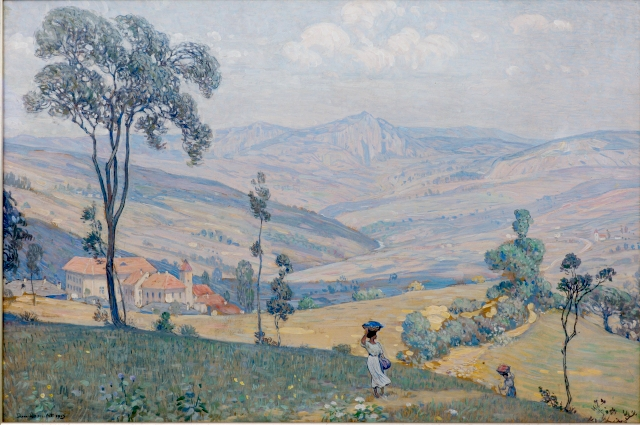
Італійський пейзаж (1915)
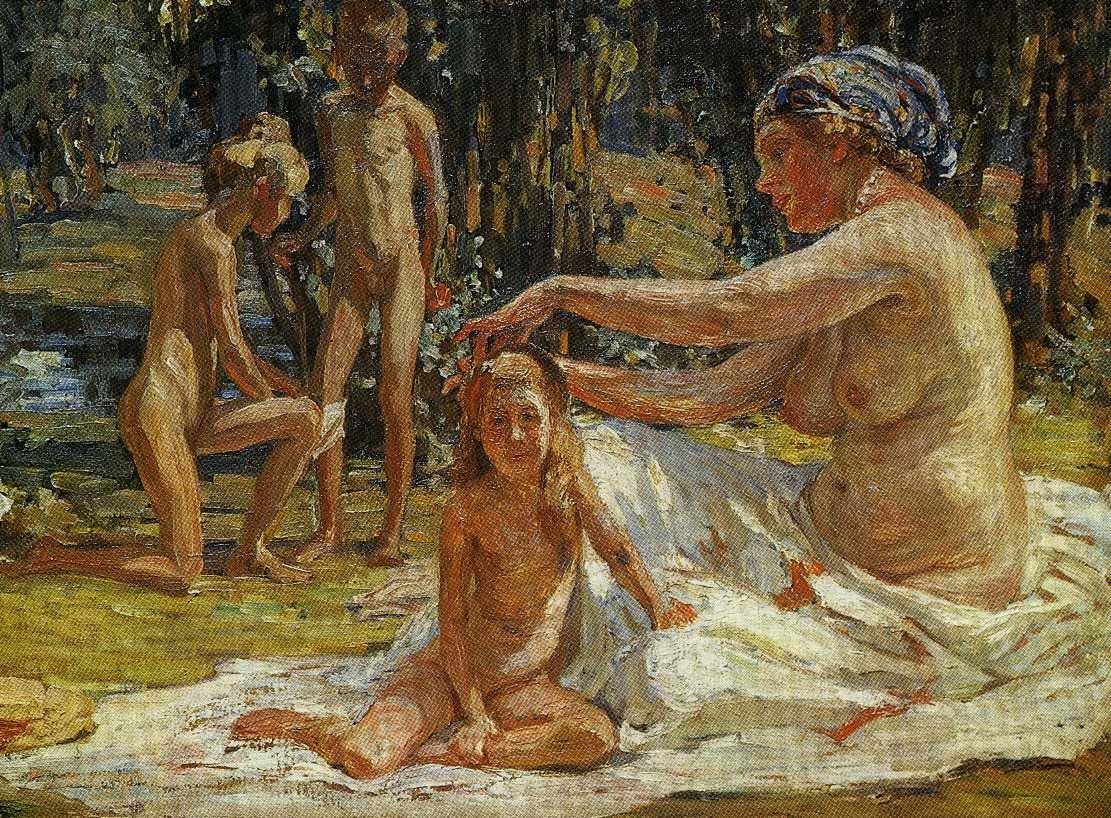
Сім'я у Сіґульді (1913)
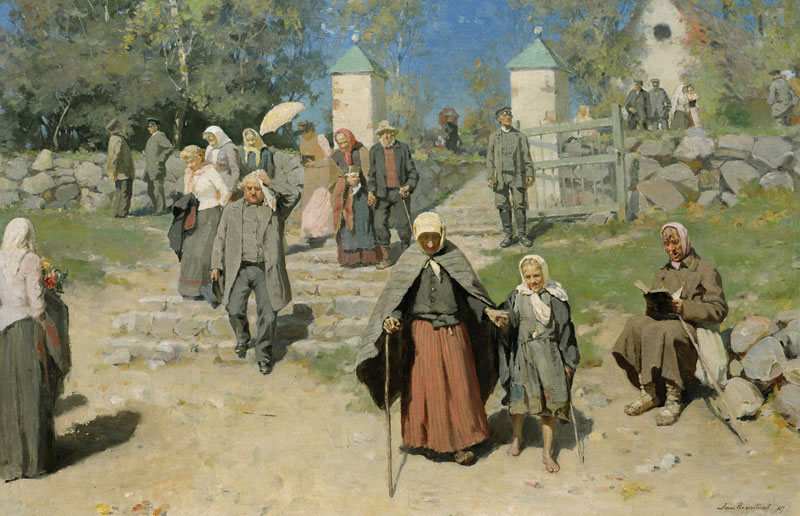
З кладовища (1895)
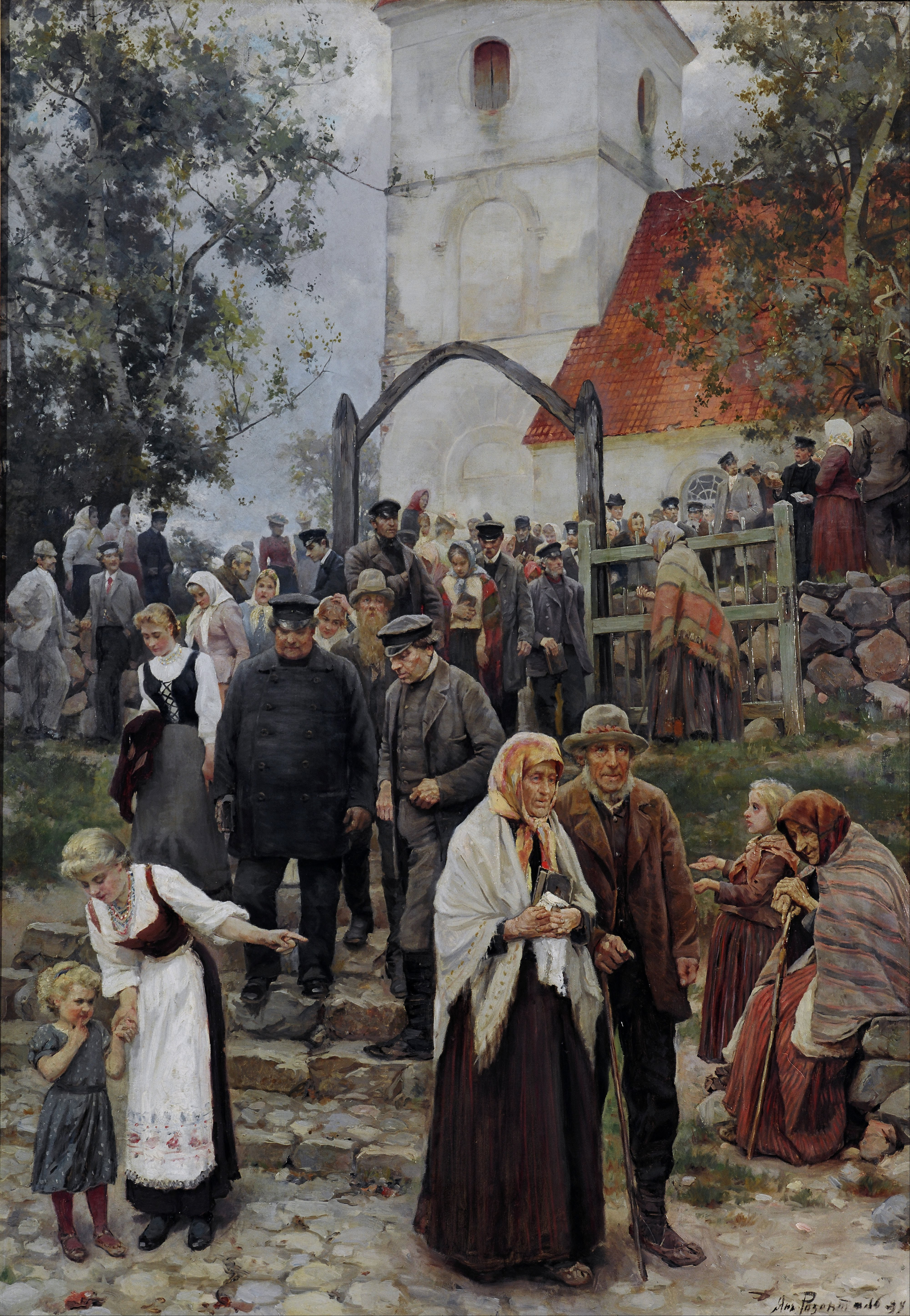
Після богослужіння (1894)
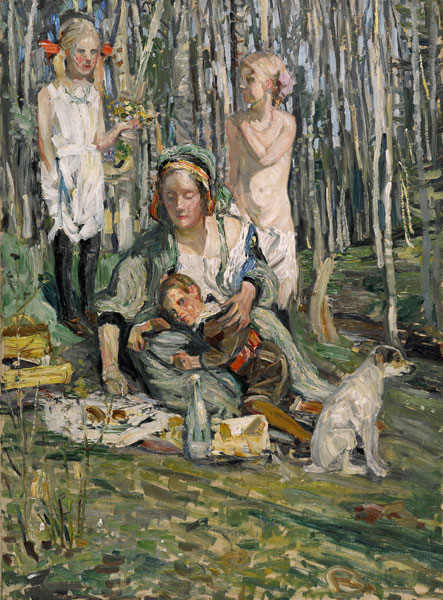
Пікнік (1913)
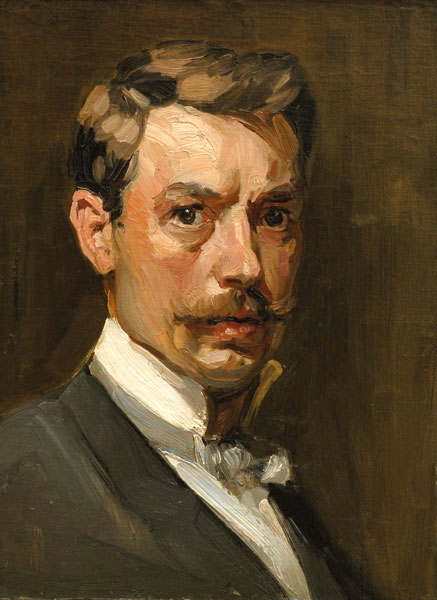
Автопортрет (1900)
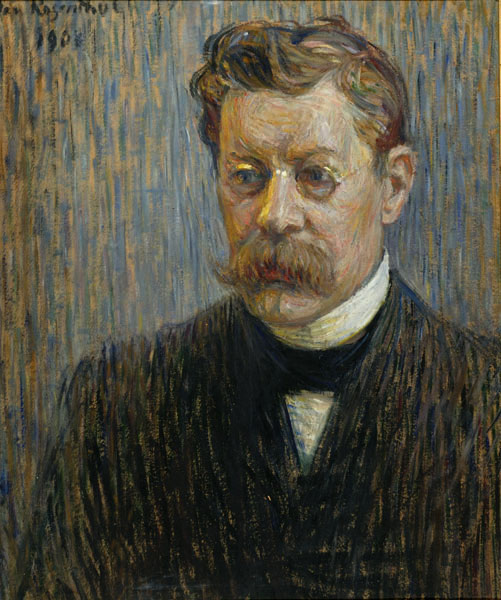
Портрет письменника Рудольфса Блауманіса (1908)
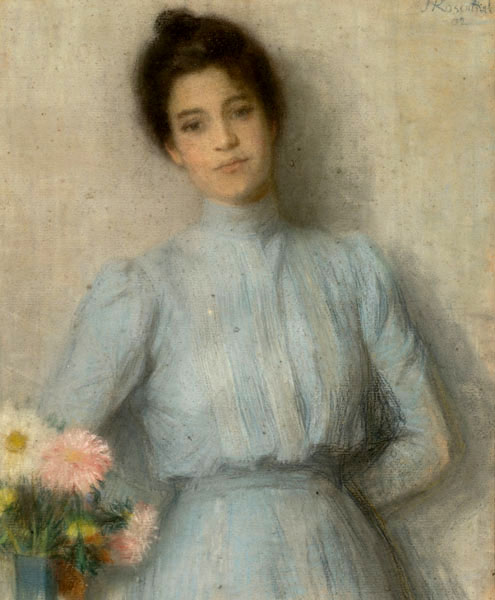
Портрет Мерії Ґросвальдс (1902)
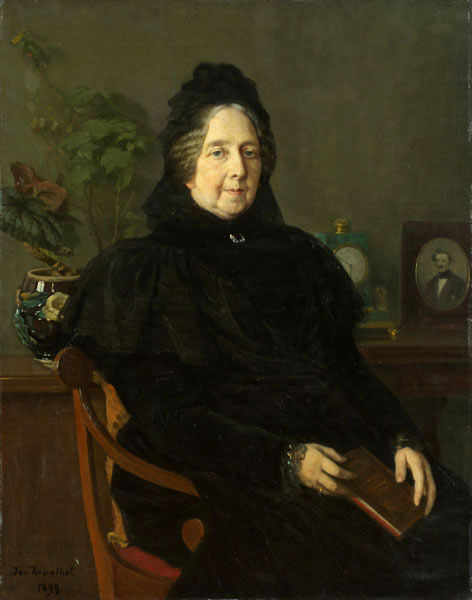
Портрет Шарлоти фон Лівен (1899)
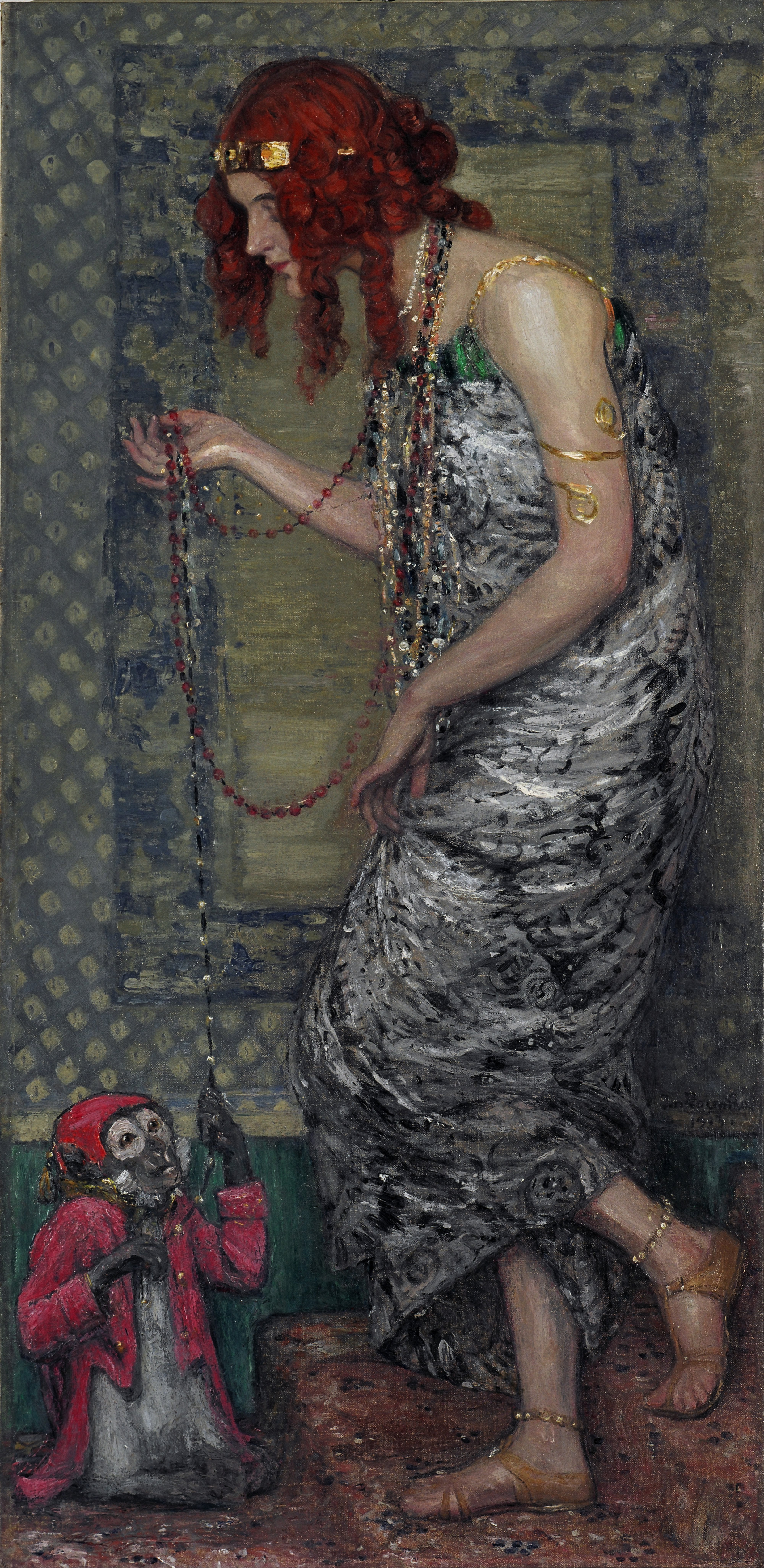
Принцеса та Мавпа (1913)
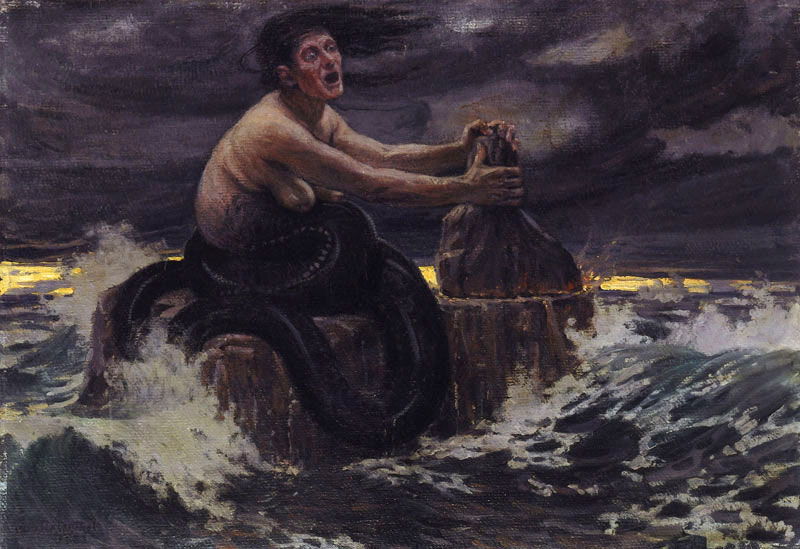
Чорна змія (1903)
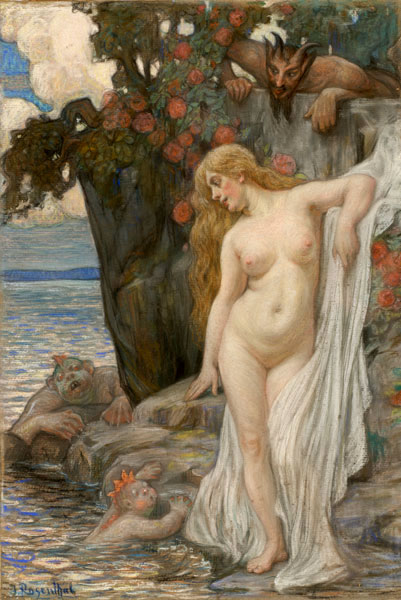
Жінка та духи природи (1907)
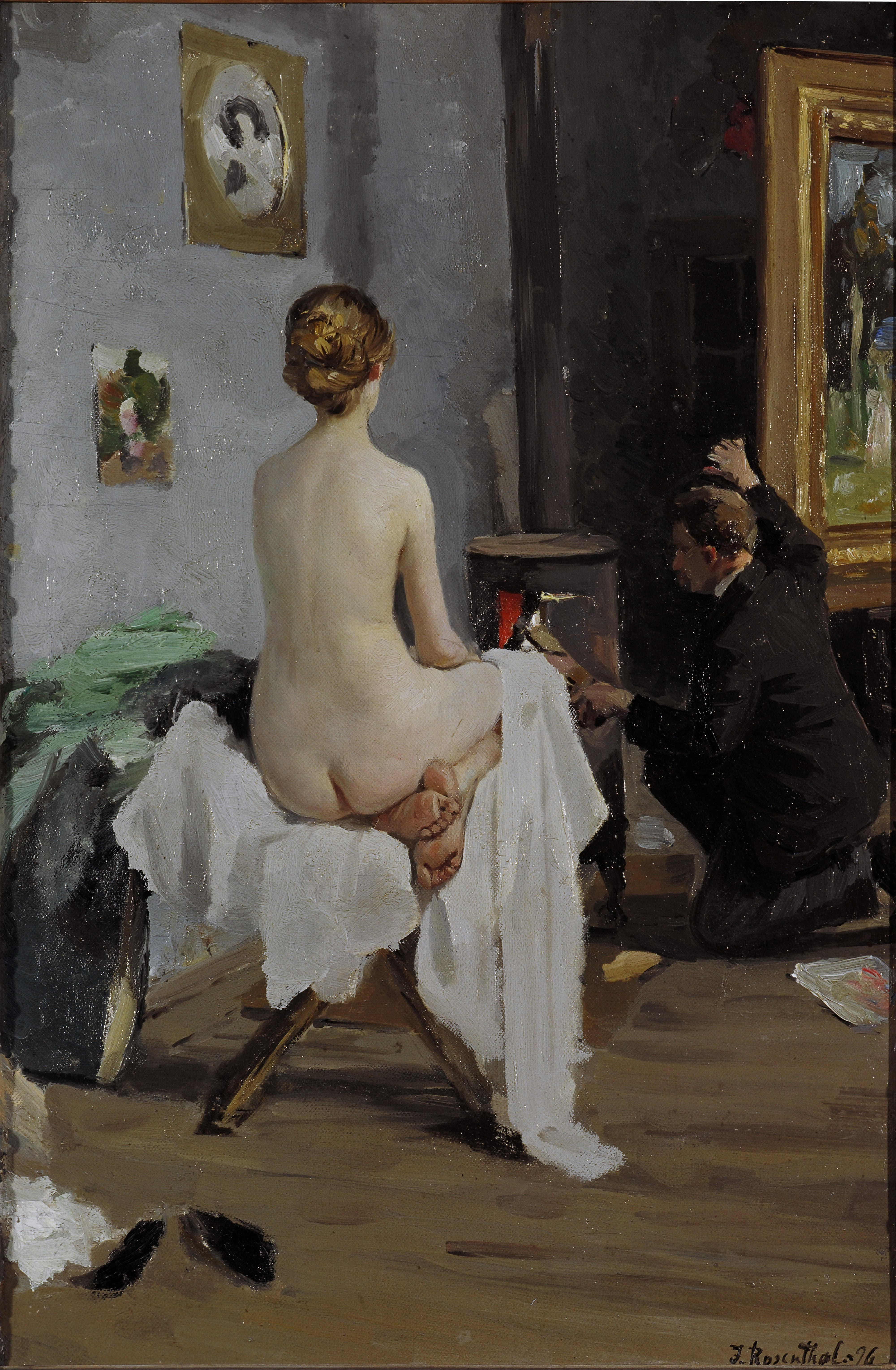
Студія художника (1896)
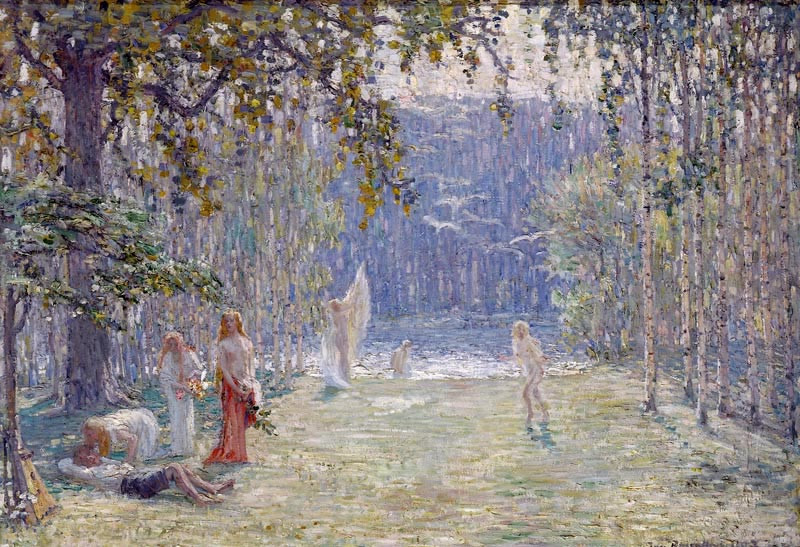
Дочки сонця (1912)
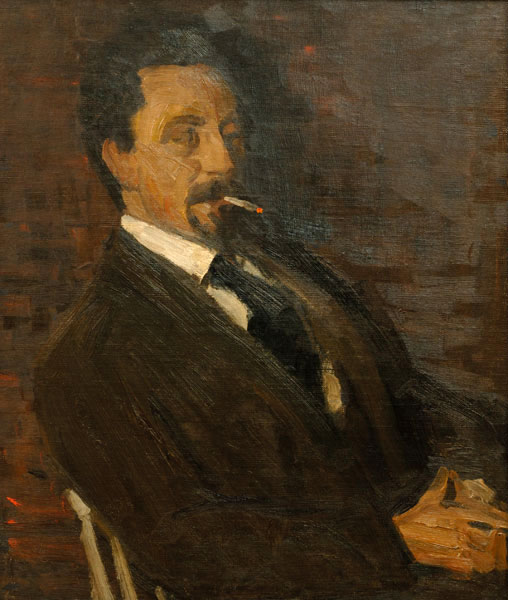
Чоловік з російською сигаретою (1901)
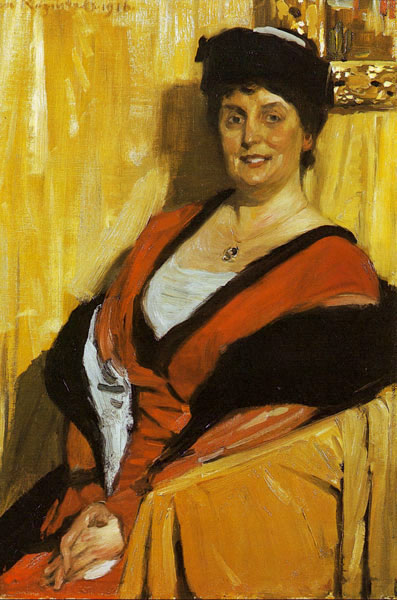
Портрет М. Віґнере-Ґрінберґа (1916)